# Гиг IV де Форе
Гиг IV д’Альбон (фр. Guigues IV de Forez; род. между 1195 и 1200 — 29 октября 1241, Кастелланета) — граф Форе с 1204 года, с 1226 года — граф Невера, Оксера и Тоннера по правам жены.
Сын Гига III де Форе и его жены Аликс де Сюлли. Наследовал отцу в 1204 году. До совершеннолетия находился под опекой дяди — архиепископа Лиона Рено II де Форе.
С разрешения и одобрения короля Филиппа Августа в 1205/1206 году Гиг, которому тогда было не более 10 лет, был помолвлен с Филиппой (ум. 1218), дочерью Ги II де Дампьер-Бурбон. Свадьба состоялась ок. 1214 г. У них было двое детей:
- Гиг V (ум. 1259), граф Форе в 1241—1259
- Рено (ум. 1270), граф Форе в 1259—1270.

Овдовев, Гиг IV женился на Эрменгарде (ум. 1225), дочери графа Оверни Ги II. Возможно, вышеупомянутый Рено — сын именно от неё.
И, наконец, третьим браком (1226) он был женат на Матильде де Куртене — графине Невера, Оксера и Таннера, вдове Эрве IV, сеньора де Донзи. В некоторых исторических источниках говорится, что детей у них не было. В других указывается дочь:
- Артода, замужем за Арто IV Руссильонским.

В 1239 году Гиг IV принял участие в «Крестовом походе баронов» в составе войска Тибо Шампанского. На обратном пути он умер в Апулии. Его похоронили в кафедральном соборе Монбризона, построенном на его средства в 1223 году.
Не следует путать Гига IV д’Альбон, графа Форе с Гигом IV д’Альбон, графом Вьеннуа (ум. 1142).